# Кочуров, Абдрахман Менанович
Абдрахман Менанович Кочуров (иногда Абдурахман Мананович; 18 февраля [2 марта] 1885, Оренбургская губерния — 11 июня 1931, Ленинград) — есаул дореволюционной армии, полковник армии адмирала Колчака, командир Полтавского полка 2-й Оренбургской казачьей дивизии (1918) и Оренбургского 10-го казачьего полка (1918—1919), кавалер пяти орденов.

## Биография
Абдрахман (Абдурахман) Кочуров родился 18 февраля (2 марта) 1885 года в посёлке Варненский станицы Великопетровской второго военного отдела Оренбургского казачьего войска (ныне — село Варна Варненского района Челябинской области) в татарской семье обер-офицера армии Российской империи «магометанского вероисповедания». Абдрахман по первому разряду окончил Оренбургский Неплюевский кадетский корпус, после чего поступил в столичное Павловское военное училище, из которого выпустился в 1907 году — также по первому разряду. В 1909 году он завершил обучение на курсе пулеметной стрельбы при Офицерской стрелковой школе, а четыре года спустя, в 1913, прошёл курс саперного дела при четвёртом железнодорожном батальоне.
Кочуров приступил к воинской службе в Русской Императорской армии в период Русско-Японской войны, в конце июня 1905 года. Он был произведён в чин хорунжего в начале августа 1907 года, со старшинством почти на полтора года ранее — с марта 1906. Абдрахман Менанович получил чин сотника в начале октября 1910 года, со старшинством с марта того же года. Затем он стал подъесаулом (со старшинством с конца марта 1914 года); погоны же есаула достались Кочурову уже во время Первой мировой войны, в конце сентября 1917 года — причём со старшинством до Февральской революции, с января.
С августа 1907 по 1910 года Абдрахман Менанович проходил действительную службу в Оренбургском 6-м казачьем полку. Он оказался на льготе с середины декабря 1909 года. В январе 1913 года он вернулся к службе — на этот раз был зачислен в Оренбургский 2-й казачий полк; был в списках этого полка до революционного, 1917, года. В период Великой войны Абдрахман Кочуров состоял командиром второй казачьей сотни.
После Октябрьской революции, в конце января 1918 года, Абдрахман Менанович прибыл на малую родину — в Оренбург. После этого он оказался в Харькове, где был арестован большевистскими властями. По состоянию на июнь 1918 года А. М. Кочуров имел под своим командованием Полтавский полк 2-й Оренбургской казачьей дивизии — находился на посту командира и 8 августа. В сентябре 1918 года был издан приказ, назначавший Абдрахмана Менановича командующим Оренбургским 10-м казачьим полком — к началу ноября Кочуров принял командование. Последнее известное упоминание о Кочурове как казачьем командире относится к январю 1919 года: на тот момент он находился на должности командира 10-го казачьего полка 3-й Оренбургской казачьей дивизии. По некоторым сведениям он даже считается погибшим в 1922/1923 годах.
28 января 1931 года Абдурахман Менанович Кочуров, работавший табельщиком на обогатительной фабрике комбината «Апатит» в городе Кировск Мурманской области, был арестован НКВД СССР. 31 мая «бывший помещик, капитан царской армии и полковник армии Колчака» Кочуров был осужден Тройкой ОГПУ по Ленинградскому военному округу к высшей мере наказания. Был расстрелян в Ленинграде 11 июня 1931 года в 23 часа 50 минут; реабилитирован прокуратурой Мурманской области в 1989 году.

## Награды
- Орден Святого Станислава 3 степени с мечами и бантом (1915)
- Орден Святой Анны 4 степени: «за храбрость» (1915)
- Орден Святой Анны 3 степени с мечами и бантом (1915)
- Орден Святого Станислава 2 степени с мечами (1915)[4]
- Орден Святой Анны 2 степени с мечами (1916)[3][7][8]

## Семья
Абдрахман Кочуров был женат на дочери есаула Мадине Султановне (Кочуровой), родившейся в 1895 году. В их семье было двое детей: Сара (род. 1913) и Ноилэ (род. 1917).